# Vonovia
Vonovia - європейська транснаціональна компанія з нерухомості, що базується в Бохумі, Північний Рейн-Вестфалія, Німеччина. До 2014 р це була компанія Deutsche Annington, яка злилася з компанією GAGFAH і згодом була перейменована на Vonovia. На 2018 р компанія володіла близько 565 000 квартир у Німеччині, Швеції та Австрії, що робило її значним гравцем на ринку цих країн. Vonovia входить до складу індексів «блакитних фішок» DAX та STOXX Europe 600.
Поглинувши таких конкурентів, як Viterra, GAGFAH та нещодавно Deutsche Wohnen, Vonovia стала лідером ринку та найбільшою компанією з продажу приватних квартир у Німеччині.

## Компанія
Vonovia є європейським акціонерним товариством (Societas Europaea або SE). Її акції котируються на регульованому ринку (Prime Standard) Франкфуртській фондовій біржі. Вони входять до складу DAX і котируються в STOXX Europe 600, MSCI Німеччини та Європейській асоціації публічної нерухомості (EPRA), наприклад. Згідно з визначенням Deutsche Börse, понад 90% акцій знаходяться у вільному обігу. Найбільшими акціонерами Vonovia є американська фондова компанія BlackRock (7,5%) та норвезький центральний банк Norges Bank (6,6%) (у 2019). Більшість інвесторів - пенсійні фонди, суверенні фонди, міжнародні компанії з управління активами та інші довгострокові інвестори. Є також індивідуальні акціонери.
Статут компанії дотримується подвійної системи виконавчої ради (Vorstand) та ради контрольного органу (Aufsichtsrat). Наразі Vonovia керується Рольфом Бухом (голова та головний виконавчий директор), Арндом Фітткау, Геленою фон Редер та Даніелем Рідлем. Наглядова рада Vonovia складається з дванадцяти членів на чолі з Юргеном Фітшеном, колишнім співголовою правління Deutsche Bank.

## Портфоліо
Згідно з річним звітом за 2019 рік, Vonovia володіла 416 236 житловими одиницями, 138 176 гаражами та паркувальними місцями, а також 6 748 комерційними одиницями. Вони розташовані у 653 німецьких та іноземні містах та муніципалітетах. Виходячи із загальної ринковій вартості понад 52 мільярди євро, переважна більшість портфеля була розташована в Німеччині (84%), решта - у Швеції (11%) та Австрії (5%). Крім того, 78 691 квартира перебувала в управлінні Vonovia від імені третіх осіб.